# 山口線
山口線（やまぐちせん）は、山口県山口市の新山口駅から島根県益田市の益田駅に至る西日本旅客鉄道（JR西日本）の鉄道路線（地方交通線）である。

## 概要
山陽本線・山陽新幹線の拠点である新山口駅から山口市の中心部を通り中国山地西部を抜け、島根県西端までの地域を南西から北東へ向かう陰陽連絡路線である。沿線には湯田温泉や、「山陰の小京都」と呼ばれる津和野町などを控えている。 全線にわたって国道9号とほぼ並行している。
山口線では蒸気機関車牽引列車（SL列車）の運転を行っている。JRの前身・日本国有鉄道（国鉄）では1975年12月を最後に蒸気機関車 (SL) の運転は終了していたが、地元やファンの要望により1979年8月1日から蒸気機関車C57 1が牽引する「SLやまぐち号」の運転が開始された。この列車の成功を受けて、国鉄からJRを通じて蒸気機関車の復活運転が各地で行われるようになった。
全線が中国統括本部に属しており、島根県側を山陰支社浜田鉄道部が、山口県側を広島支社山口エリア統括部（山口支社）が管轄している。
JR西日本のIC乗車カード「ICOCA」は新山口駅・湯田温泉駅・山口駅の相互間での乗車券機能に限って利用可能。
路線図 や駅掲示時刻表のシンボルで使用されているラインカラーはオレンジ（■）。

### 路線データ
- 管轄（事業種別）：西日本旅客鉄道（第一種鉄道事業者）
- 路線距離（営業キロ）：93.9 km
- 軌間：1067mm
- 駅数：28（起終点駅含む）
  - 山口線所属駅に限定した場合、山陽本線所属の新山口駅と山陰本線所属の益田駅[8] が除外され、26駅となる。
- 複線区間：なし（全線単線）
- 電化区間：なし（全線非電化）
- 閉塞方式：特殊自動閉塞式（軌道回路検知式）
- 最高速度：95 km/h[4]（但し営業列車は全て最高速度85km/hで運転）
- 運転指令所：中国総合指令所広島指令所

## 運行形態
普通列車のほか、特急列車が運転されている。

### 優等列車
山口線は山口県内の在来線並びに、広島支社の在来線で唯一特急が走る路線でもある。
陰陽連絡列車として新山口駅 - 米子駅・鳥取駅間に特急「スーパーおき」が運転されている。山陰本線を基準とするため、普通列車と異なり新山口発が上り列車となる。「スーパーおき」は振り子装置を備えたキハ187系が使用されるが、山口線内は振り子装置の機能を停止している。

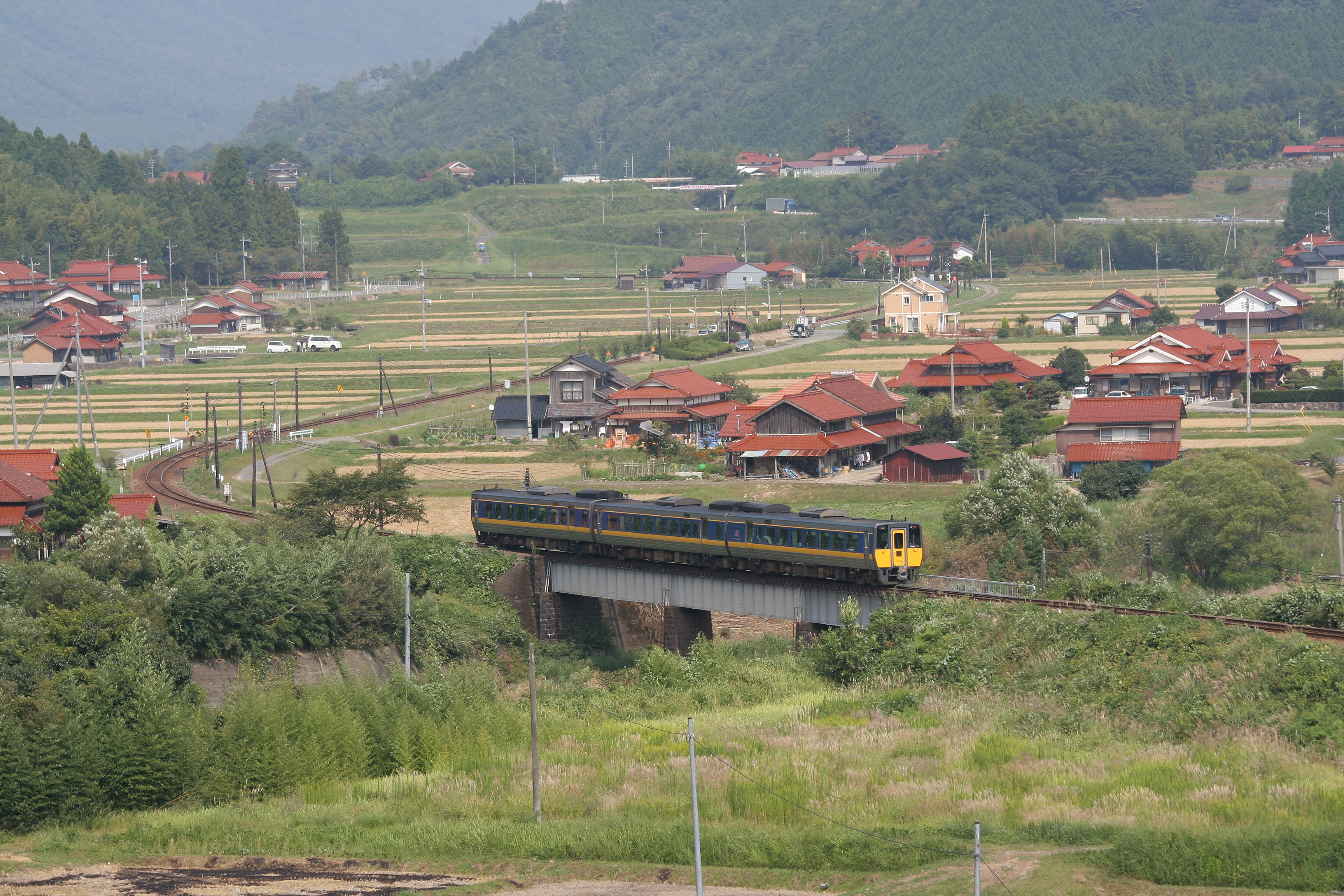
特急「スーパーおき」 長門峡駅 - 渡川駅間

### 地域輸送
おおむね「新山口駅 - 山口駅・宮野駅間」と「山口駅 - 津和野駅 - 益田駅間」で運転系統が分かれており、全線通し運転となる列車は2往復のみである。
2023年3月18日ダイヤ改正時点では、新山口駅 - 山口駅間で日中は1時間に1 - 2本程度（一部列車が宮野駅まで直通）運行されている。山口駅 - 津和野駅 - 益田駅間ではこの区間を直通する列車と山口駅 - 宮野駅間、山口駅 - 津和野駅間、津和野駅 - 益田駅間の区間運転列車が運行されている。山口駅 - 宮野駅間では新山口駅からの直通と区間運転列車を含めて1時間に概ね1本程度（日中・深夜は2時間程度開く場合あり）あるが、宮野駅 - 津和野駅 - 益田駅間では3 - 4時間ほど運行されない時間帯がある（特定日には山口駅 - 益田駅間1往復増発される）。
山口市の都市内輸送を担う新山口駅 - 宮野駅間は沿線に高校・大学なども多いことから乗車率は高く、終日混雑している。
下り最終は23時台で、新山口発23時半過ぎの山口行きである。夜間滞泊は山口駅および津和野駅で行っている。上り最終は益田発が19時台、山口発が22時台である。2002年1月時点 では上り最終は益田発21時台の小郡（現・新山口）行きであり、その列車は山口発が23時過ぎ、小郡着が23時半過ぎであったが（この列車は小郡駅での乗り換えは新幹線・在来線ともになかった）、2003年10月1日のダイヤ改正で益田発21時台の上り最終が津和野行きになったため（2013年3月の改正で21時前に繰り上げ、2022年3月改正で廃止）、益田発の新山口行き最終は19時台に繰り上がり、山口発の新山口行き最終はその後の既設の22時前の列車となった（2005年3月改正で22時台に繰り下がる）。これと同時に、山口駅の下り最終列車もこれまでの21時台半ばから90分程度繰り下がった（21時35分津和野駅行き→23時8分宮野駅止まり）。これは前ダイヤ改正まで23時台前半に山口駅終着だった列車を宮野駅まで延伸する形で設定されたものである。
新山口駅 - 山口駅間の列車のうち、2005年4月1日から朝1往復と夜2往復 が、2007年7月1日からは山口市が宮野駅で1年間行うパーク・アンド・ライドの実証実験 にあわせて朝2往復と夕方の1往復が、山口駅 → 宮野駅間を毎日運転する臨時列車として延長運転されていたが、2008年3月15日のダイヤ改正でこれらは定期列車に変更された。
全線でワンマン運転を実施している。ワンマン運転時には無人駅ならびに有人駅の営業時間外では、1両目のドアのみ開けて車内で運賃収受を行う（宮野駅は無人駅だが有人駅と同様の精算方法をしている）ほか、一部の列車は全てのドアを開けて駅で運賃収受を行う。2022年3月12日より、従来から全ての普通列車がワンマン運転となっていた宮野駅 - 津和野駅 - 益田駅間に加え、宮野駅 - 新山口駅間でも全ての普通・快速列車がワンマン運転となった。なお、ワンマン列車でも運転扱いを行わず、特別改札や乗客への案内を行う添乗員が乗務する場合がある。
並行する公共交通機関としては、新山口駅 - 宮野駅間・湯田温泉駅付近 - 三谷駅間および三谷駅 - 津和野駅間で防長交通の路線バスが、湯田温泉駅 - 宮野駅付近でJRバス中国防長線が、津和野駅 - 益田駅間および、石見横田駅 - 益田駅間では並行して石見交通の路線バスがそれぞれ運行されている。ただし、宮野駅以北では一日の本数は僅少である。

#### 快速「通勤ライナー」

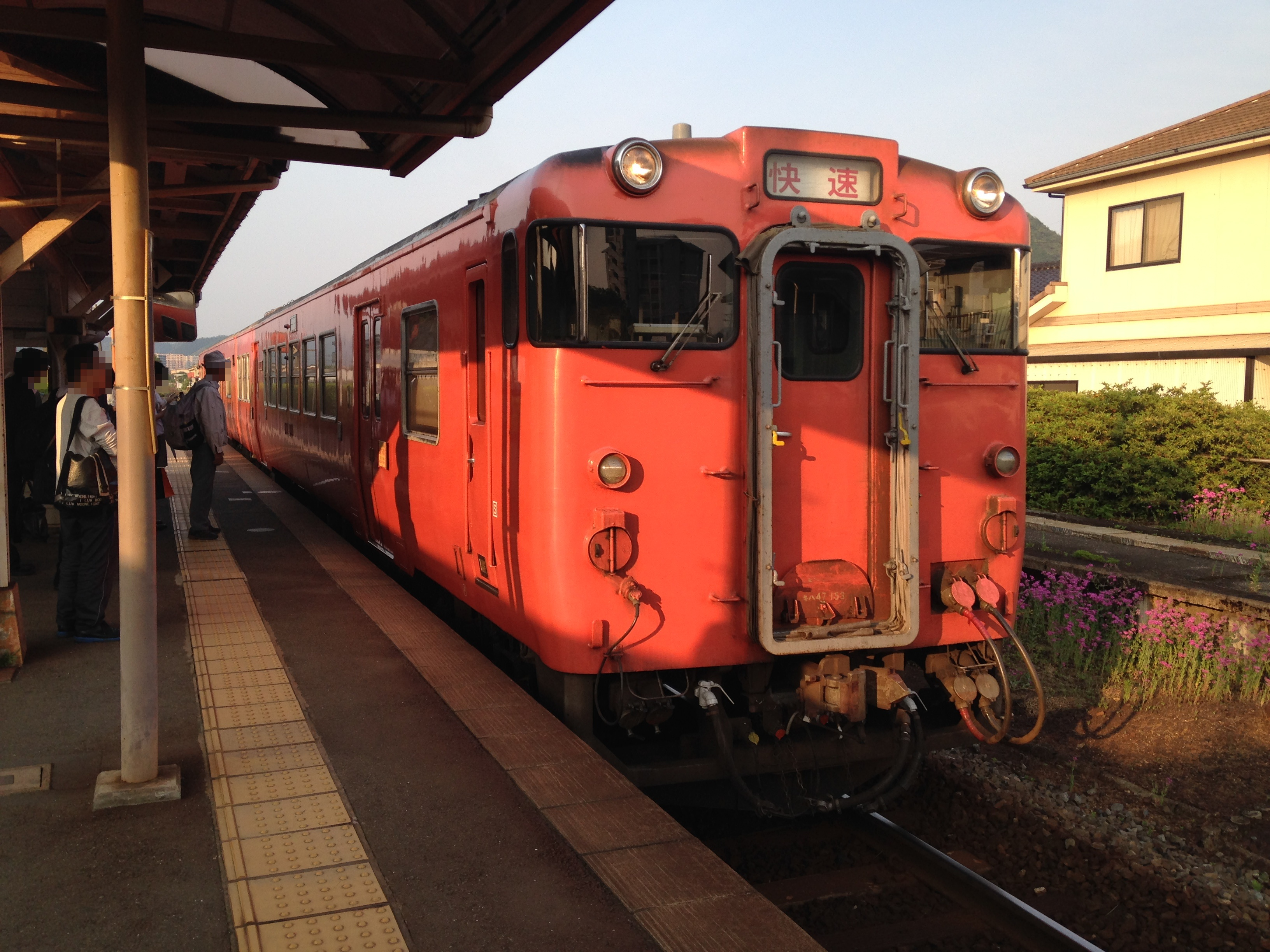
山口線通勤ライナー（湯田温泉駅）

「通勤ライナー」は、2009年3月14日から2023年3月17日まで山口線に運行されていた快速列車で、夕方の時間帯に新山口駅 - 山口駅間（下りは宮野駅まで）1往復のみ運転されていた。もとは2008年度の平日夕方に臨時列車扱いで1往復運転された快速（停車駅はかつての「やまぐちライナー」と同様だが愛称なし）で、2009年3月14日のダイヤ改正から定期列車に変更され、新たに大歳駅と矢原駅が停車駅に追加された。また2022年3月11日まで、下り列車は山口駅から引き続き益田駅まで運転されていたが、山口駅 - 益田駅間は各駅に停車し、列車番号も異なっていた。翌3月12日より下り列車は宮野駅までに短縮され、山口駅での列車番号の変更も無くなった。翌年の2023年3月18日のダイヤ改正によって設定が無くなった。

#### 快速「やまぐちライナー」
「やまぐちライナー」は、2004年3月13日から2009年3月13日まで、山口線新山口駅 - 山口駅間に運行されていた快速列車である。2009年3月14日のダイヤ改正により普通に変更されて廃止された。
普通列車と同様にキハ40系が1両（単行運用）または2両編成で運転されていた。新山口発10 - 15時台、山口発9 - 13時台にそれぞれ毎時1本ずつの計5.5往復（登場当初は6往復）が運行されていた。新山口駅での山陽新幹線乗り継ぎをターゲットにしたものであり、地域輸送は特に考慮されていなかった。新山口駅 - 山口駅間12.6kmを途中湯田温泉駅のみ停車し13分で結んでいた（ただし、途中の大歳駅にて運転停車を行う場合もあった）。山口駅以北に直通する列車もあるが、山口駅以北は各駅に停車していた。
また当時、「SLやまぐち号」運休日には、「SLやまぐち号」ダイヤと同時刻による臨時快速も上下双方に運転され、「やまぐちライナー」同様に大歳駅と矢原駅は通過していた。なお、この臨時快速については、「やまぐちライナー」廃止後上りのみに削減され、停車駅を「通勤ライナー」と同一としたうえで運転されてきたが、2023年3月18日改正より普通列車に格下げとなった。

#### 電化ならびに宇部線との直通構想
1948年（昭和23年）から実施された宇部線の改良事業に関連して、山口線小郡駅（当時） - 宮野駅間の電化が計画されていた。計画では宇部線の経路を周防佐山駅から嘉川駅に至る新設線路に変更し、山陽本線を跨いで北側から小郡駅に接続することで山口線との直通運転を実施する予定であった。また設備費が膨大なため小郡駅 - 宮野駅の区間旅客列車8往復を廃止し、宇部線からの直通電車23往復で置き換える計画としていた。国鉄広島鉄道管理局電気部電力課は、当該区間について変電所新設を要さず電化でき2年半で投資金額の回収が可能と試算、小野田線の全線電化に続いて1950年（昭和25年）の着手を見込んでいた が、実現しなかった。
山口市はその後も山口線新山口駅 - 山口駅間を直流電化し宇部線との直通運転を実施する構想を持っており、2008年（平成20年）8月に山口市が発行した「山口・小郡都市核づくりマスタープラン」の中にも「JR山口線の増便、電化とJR宇部線との直結化の促進」を挙げている。

### 貨物列車

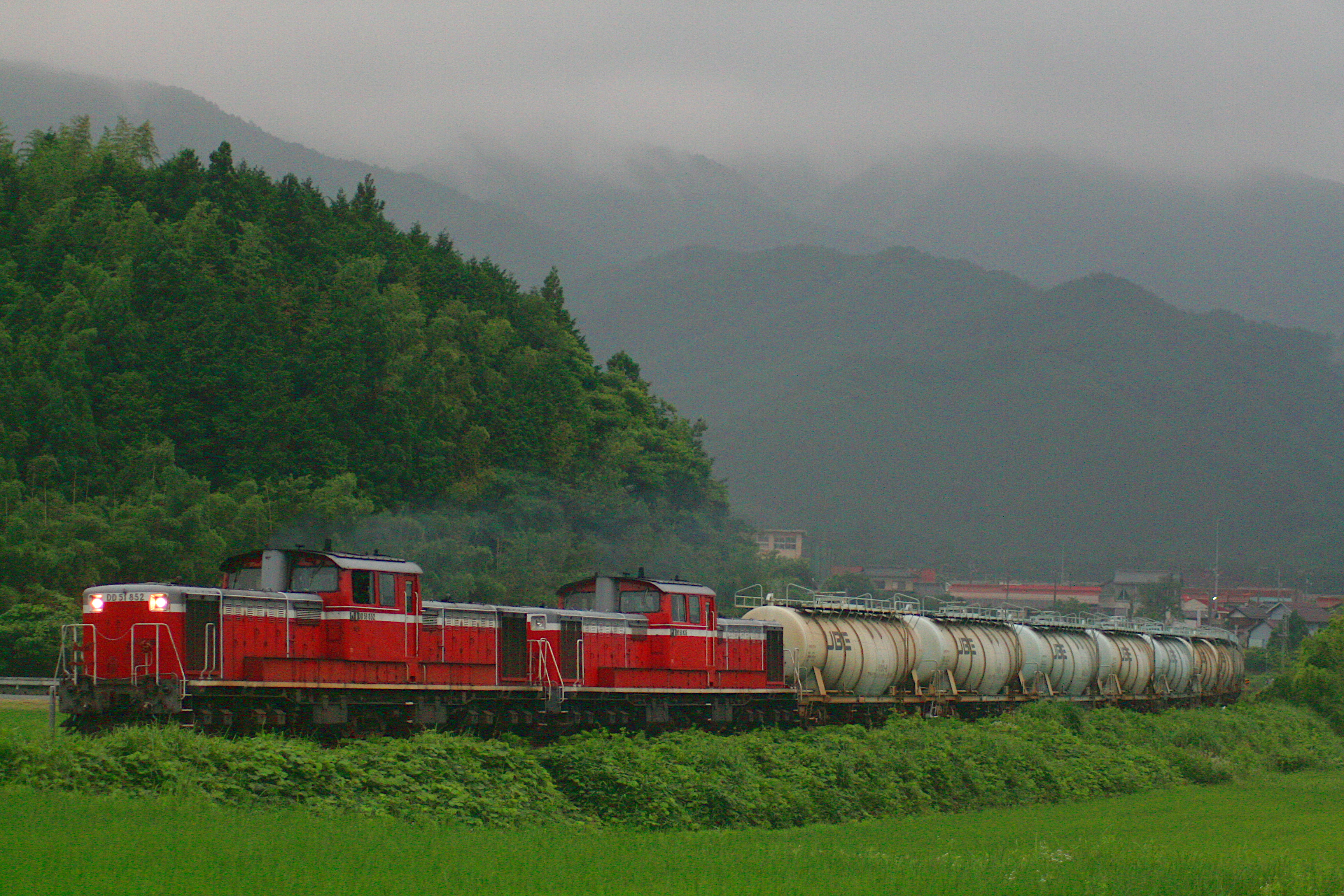
山口線内を走行するDD51形重連とタキ1100形（徳佐駅 - 船平山駅間 2010年7月6日）

2013年度までは日本貨物鉄道（JR貨物）による貨物列車も全線で運行されていた。しかし、山口線の駅を発着するものはなかった。美祢線美祢駅と山口線を経由し山陰本線岡見駅を結ぶ専用貨物列車が、1日1往復岡見駅基準の平日に運行されていた。牽引機は全区間を通じてDD51形ディーゼル機関車の重連で、貨車はタキ1100形のみで編成されていた。なお、岡見駅に機関車留置線がないため、岡見駅 - 益田駅間で機関車の回送が行われていた。
2013年7月の水害に伴う山口線の運休によりトラックによる代替輸送に切り替えていたが、10月に発生した三隅発電所（岡見駅からの荷役先）のトラブルに伴い貨物運送自体が取り止められていた。宇部興産が2013年度末に更新時期を迎える輸送契約の更新を行わないことにより、貨物輸送がそのまま廃止になる見通しであると報じられた。結果的に、JR貨物の第二種鉄道事業は2014年4月1日付で廃止となった。
このほか、1997年までは、山陽本線新南陽駅と山陰本線江津駅・益田駅を結ぶ化学薬品輸送列車が運行されていた。
このように、山口線を経由する貨物列車は一旦全廃されたが、2018年7月の西日本豪雨により山陽本線の一部区間が不通となったことに伴い、同年8月28日から伯備線・山陰本線・山口線に迂回する貨物列車が臨時運行されることになり、そのために必要な当線の第二種鉄道事業許可書が同年8月22日、JR貨物に対し交付された。同年9月30日に山陽本線の最後の不通区間である三原駅 - 白市駅間が開通することになったため、迂回貨物列車の運行は9月28日に終了した。しかし同年9月29日、山陽本線の柳井駅 - 下松駅間で台風24号の影響による土砂流入が発生し、再び不通となった。このため同年10月5日から、伯備線・山陰本線・山口線経由の迂回貨物列車が再度運行されることになった（当線通過は6日から）。同月13日に山陽本線が全線開通することになったため、迂回貨物列車の運行は11日に終了した。

## 使用車両

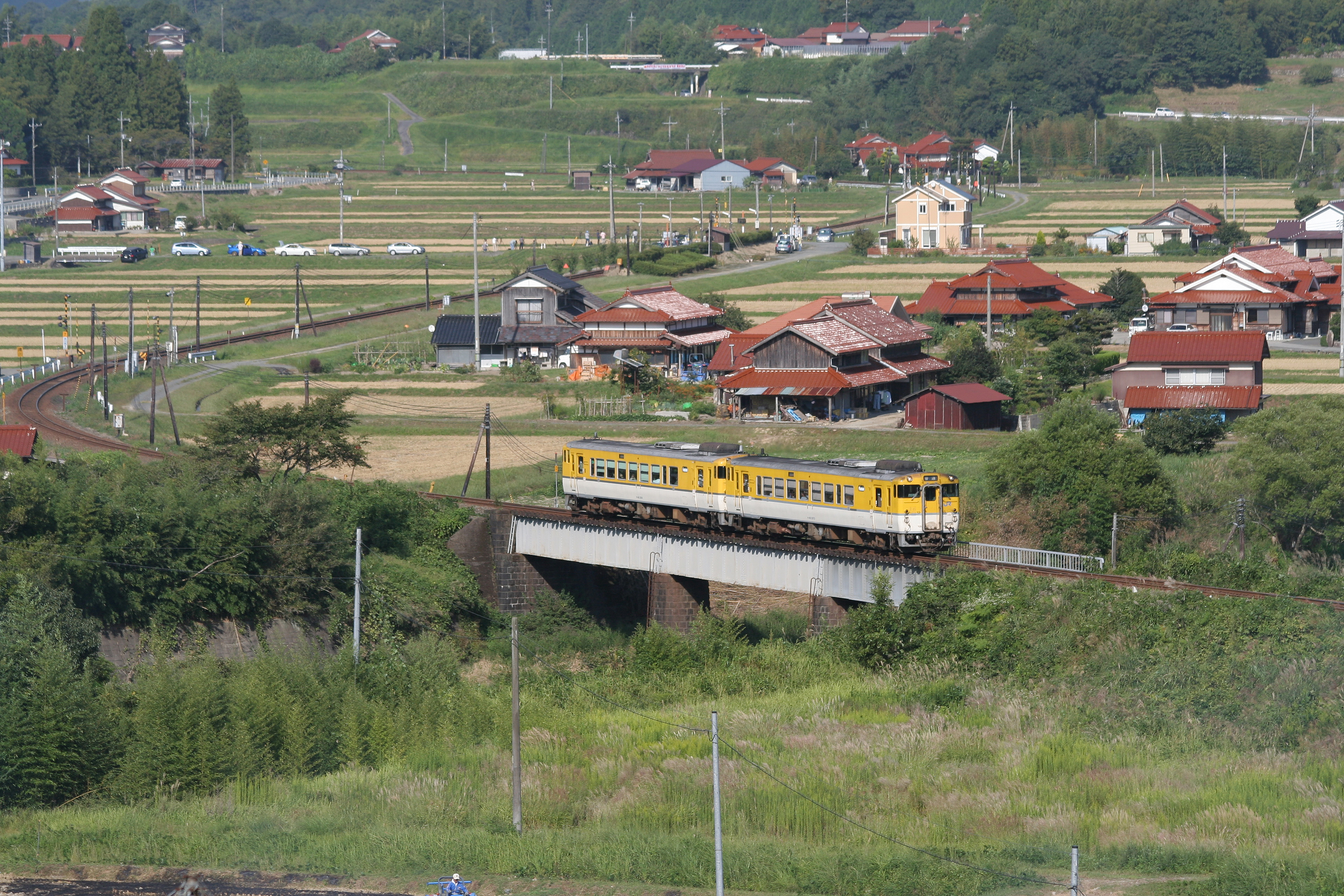
山口線内を走行するキハ40（長門峡駅 - 渡川駅間 2009年9月20日）

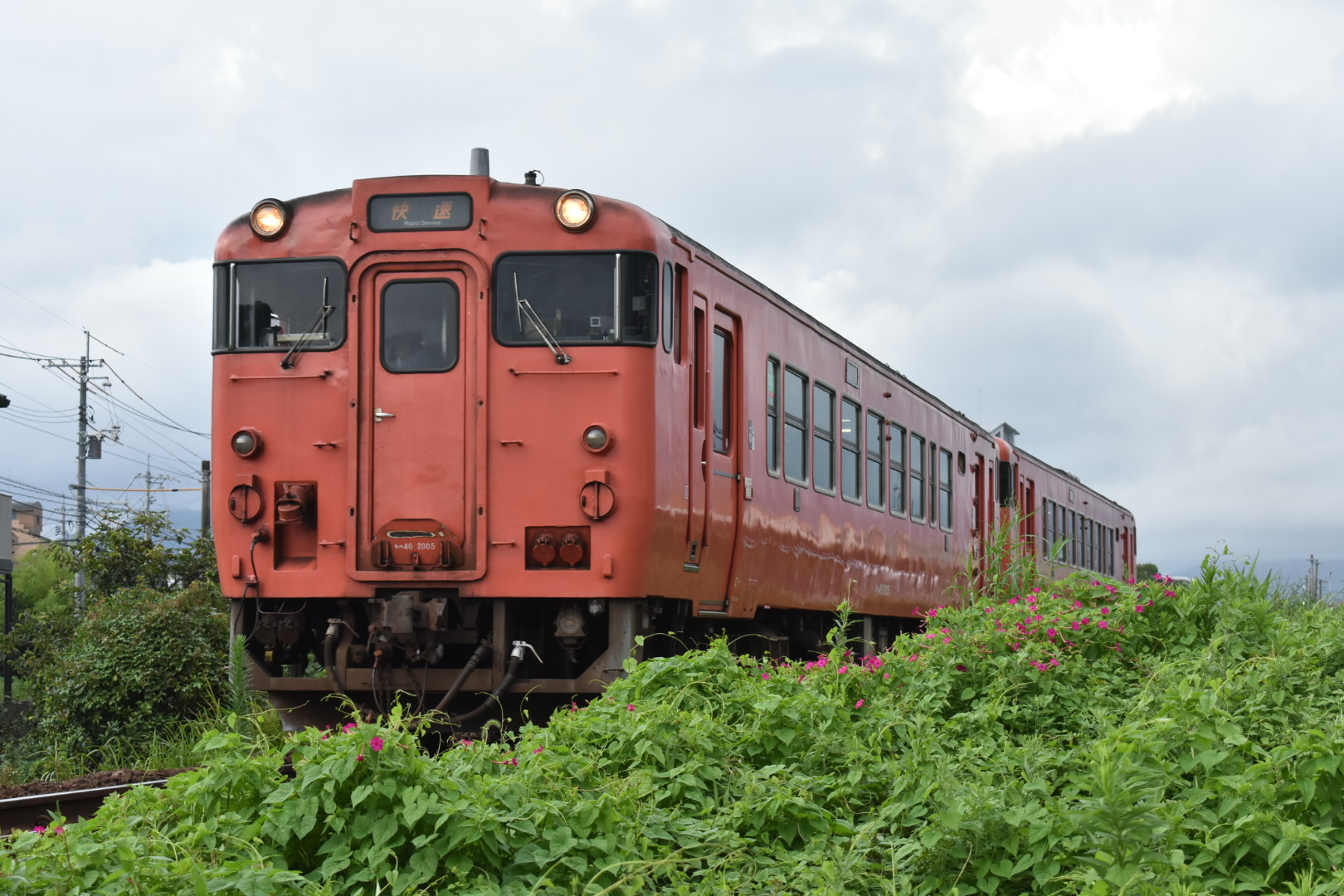
山口線で運行中のキハ40（湯田温泉駅 - 山口駅間 2021年8月21日）

### 旅客列車
「SLやまぐち号」以外は気動車で運転されており、普通列車はキハ40系（新山口駅から宮野駅まで最大4両編成、益田駅まで最大2両編成）で、特急「スーパーおき」はキハ187系（2 - 4両編成）で運転されている。
なお山口線は、全区間非電化の陰陽連絡線の中で唯一、キハ120形などの新型軽快気動車が営業運転されていない路線である。
普通列車には2003年3月末までキハ23形も使用されていた。
「SLやまぐち号」には列車を牽引する蒸気機関車としてC57 1、D51 200、客車に35系（4000番台）が使用されている。「SLやまぐち号」の牽引機故障の際には、DD51形ディーゼル機関車が代走することもある。客車は2017年8月まで改造12系（700番台）が使用されていた。

### 貨物列車
- DD51形ディーゼル機関車（500番台・800番台）
- タキ1100形貨車
- コキ104形貨車

## 歴史
山口線開業以前、小郡町と山口町（現在はいずれも山口市）の間には大日本軌道（大軌）山口支社の軽便鉄道が存在していたが、国鉄山口線の開業に伴い、1913年2月19日限りで廃止された。
- 1913年（大正2年）
  - 2月20日：山口線 小郡駅（現在の新山口駅） - 山口駅間（7.9M≒12.71 km）が開業[2]。大歳駅・湯田駅（現在の湯田温泉駅）・山口駅が開業[2]。
  - 5月20日：蒸気動車運転開始（小郡-山口間）[29]
- 1914年（大正3年）11月2日：上郷駅が開業[2]。
- 1917年（大正6年）7月1日：山口駅 - 篠目駅間 (10.1M≒16.25 km) が延伸開業[2]。宮野駅・仁保駅・篠目駅が開業[2]。
- 1918年（大正7年）
  - 4月28日：篠目駅 - 三谷駅間 (6.0M≒9.66 km) が延伸開業[2]。三谷駅が開業[2]。
  - 11月3日：三谷駅 - 徳佐駅間 (7.0M≒11.27 km) が延伸開業[2]。地福駅・徳佐駅が開業[2]。
- 1922年（大正11年）
  - 4月29日：長門峡仮停車場が開業[3]。
  - 8月5日：徳佐駅 - 津和野駅間 (8.1M≒13.04 km) が延伸開業[3]。津和野駅が開業[30]
- 1923年（大正12年）4月1日：津和野駅 - 石見益田駅間 (19.3M≒31.06 km) が延伸開業し全通[3]。日原駅・石見横田駅・石見益田駅（現在の益田駅）が開業[3]。
- 1924年（大正13年）7月15日：青原駅が開業[3]。
- 1928年（昭和3年）7月18日：長門峡仮停車場が長門峡駅に変更。
- 1933年（昭和8年）9月1日：小郡 - 山口間気動車運行開始[31]。
- 1935年（昭和10年）
  - 10月1日：矢原駅が開業[3]。
  - 12月20日：周防下郷駅が開業[3]。
- 1944年（昭和19年）11月1日：周防下郷駅・矢原駅が休止。
  - 同時期に旧小郡機関区が空爆目標とされたため、現在の小郡IC付近に引き込み線が敷かれる（戦後廃止）。
- 1947年（昭和22年）ごろ：船平山仮乗降場が開業。
- 1953年（昭和28年）
  - 3月15日：日赤前仮乗降場が開業[3]。周防下郷駅・矢原駅が仮乗降場として営業再開[3]。
  - 4月10日：周防下郷仮乗降場・矢原仮乗降場がそれぞれ駅に変更[3]。日赤前仮乗降場も上山口駅に変更・改称[3]。
- 1954年（昭和29年）2月1日：船平山仮乗降場が船平山仮停車場に変更[3]。
- 1961年（昭和36年）
  - 3月20日：湯田駅が湯田温泉駅に改称[32]。
  - 4月1日：渡川駅・名草駅・青野山駅・東青原駅が開業[32]。船平山仮停車場が船平山駅に変更[32]。
- 1962年（昭和37年）7月17日：鍋倉仮停車場が開業[32]。
- 1963年（昭和38年）10月1日：鍋倉仮停車場が鍋倉駅に変更[32]。
- 1966年（昭和41年）10月1日：石見益田駅が益田駅に改称[32]。
- 1970年（昭和45年）4月1日：本俣賀仮乗降場が開業[32]。
- 1971年（昭和46年）8月10日：並行する国道9号線の整備により輸送量が減少しているとして長門峡駅の無人化など合理化[33]。
- 1972年（昭和47年）4月10日：仁保津仮乗降場が開業[32]。
- 1973年（昭和48年）10月1日：山口線から蒸気機関車が引退し無煙化[5][32]。
- 1975年（昭和50年）3月10日：山陽新幹線全線開通により、山口線初の特急列車として「おき」が運転開始[32]。
- 1979年（昭和54年）8月1日：「SLやまぐち号」運転開始[5][34]。
- 1984年（昭和59年）2月1日：列車集中制御装置 (CTC) が導入。上郷駅・大歳駅・宮野駅が無人化。
- 1987年（昭和62年）4月1日：国鉄分割民営化により西日本旅客鉄道が承継[34]。日本貨物鉄道が全線の第二種鉄道事業者となる[34]。仁保津仮乗降場が仁保津駅に、本俣賀仮乗降場が本俣賀駅に変更[34]。
- 1990年（平成2年）6月1日：小郡駅（構内を除く）- 益田駅（構内を除く）間が広島支社から山口鉄道部の管轄になる[35]。ワンマン運転開始[36][37]。
- 2003年（平成15年）
  - 10月1日：ダイヤ改正によりJR発足後初の減便（山口駅 - 益田駅間で最終を2時間繰上げ）。小郡駅が新山口駅に改称[38]。
  - 10月6日：天皇・皇后の島根訪問（第23回全国豊かな海づくり大会への臨席など）に伴うお召し列車を運転（浜田駅 → 津和野駅間、津和野駅 → 益田駅間）。DD51形ディーゼル機関車重連+14系客車「サロンカーなにわ」5両が充当。
- 2004年（平成16年）3月13日：快速「やまぐちライナー」運転開始[39][40][41]。
- 2007年（平成19年）7月1日：新山口駅 - 山口駅間の最終を10分ほど繰り下げ。
- 2009年（平成21年）
  - 3月14日：快速「やまぐちライナー」が廃止され、夕方時間帯に快速「通勤ライナー」が運転開始[42]。
  - 6月1日：組織改正により、山口鉄道部から山口地域鉄道部の管轄になる[43]。
- 2013年（平成25年）
  - 4月19日：この日から9月まで、毎月第3金曜日に限り山口発新山口行き最終列車を45分遅く臨時運行[44]。
  - 7月28日：島根県と山口県の大雨による災害で、宮野駅 - 益田駅間が不通となる[45][46]。
  - 8月5日：宮野駅 - 地福駅間の運行を再開。地福駅 - 益田駅間でバスなどによる代行輸送を開始[47][48]。
  - 11月16日：津和野駅 - 益田駅間の運行を再開し、運休（バス代行）区間が地福駅 - 津和野駅間に短縮[49]。
- 2014年（平成26年）
  - 4月1日：日本貨物鉄道の第二種鉄道事業が廃止される[22]。
  - 8月23日：地福駅 - 津和野駅間の運行を再開[50]。
- 2017年（平成29年）5月22日：全線に小規模自動進路制御装置 (SRC) を導入[51]。
- 2018年（平成30年）
  - 8月22日：日本貨物鉄道に対し当線の第二種鉄道事業を許可[23]
  - 8月28日：平成30年7月豪雨で一部区間が不通となっている山陽本線の迂回貨物列車の運行を開始（当線通過は29日から）[23]。9月28日に運行を終了[25]。
  - 10月5日：台風24号による土砂災害で山陽本線の一部区間が不通となったため、迂回貨物列車の運行を再び開始（当線通過は6日から）[27]。10月11日に運行を終了[28]。
- 2019年（平成31年）6月1日：組織改正により、山口地域鉄道部から山口支社の管轄になる[52]。
- 2022年（令和4年）
  - 3月12日：全ての普通・快速列車がワンマン運転となる[53]。
  - 4月11日：JR西日本から『ローカル線に関する課題認識と情報開示について』発表。営業成績が公開され、山口線は宮野駅 - 益田駅間が「輸送密度（平均通過人員）2,000人/日未満」の線区とされる[54]。
- 2023年（令和5年）4月1日：新山口駅・湯田温泉駅・山口駅でICカード「ICOCA」が利用可能になる[6]。

## 2013年の災害およびその状況
2013年7月28日、山口県・島根県地方に降った豪雨により、阿武川沿いを走る地福駅 - 徳佐駅間を中心に甚大な被害を受け、第4阿武川橋梁・第5阿武川橋梁・第6阿武川橋梁が流失、船平山駅 - 津和野駅間では白井トンネルで土石流が発生したほか同区間では地すべりも発生するなどし、宮野駅 - 益田駅間が不通となった。
被害状況については、全線で60箇所の被害が発生しており、規模については「（2010年の豪雨で被災し、復旧までに1年2ヶ月を要した）美祢線の時より大きい」との見解を、JR西日本広島支社長の杉岡篤が記者会見で示し、復旧までに1年以上かかるとの見通しを明らかにしていた。これを踏まえて、第4阿武川橋梁・第5阿武川橋梁・第6阿武川橋梁の掛け替えにあたっては2010年の美祢線の時と同様のスキームを導入し、旧橋の原型復旧相当分をJR西日本が、阿武川の河川改修に伴うグレードアップ分を山口県が負担し、工事はJR西日本に一括して委託する方法がとられた。3橋の復旧にかかる費用負担割合は山口県が15億3400万円に対し、JR西日本が3億7900万円であった。
この災害に伴い、特急「スーパーおき」の新山口駅 - 益田駅間と「SLやまぐち号」の運転が取り止めとなった。同年8月5日には宮野駅 - 地福駅間の運行を再開し、地福駅 - 益田駅間でバスなどによる代行輸送を開始した。同年11月16日には津和野駅 - 益田駅間の運行を再開し、運休（バス代行）区間が地福駅 - 津和野駅間に短縮された。特急「スーパーおき」の運休区間も新山口駅 - 津和野駅間に短縮された。また中国JRバスが新山口駅 - 津和野駅間で路線バス「ノンストップつわの号」の運行を開始した。
「SLやまぐち号」については沿線から運転再開の要望が寄せられたことから、C56 160牽引で2013年11月2・3日に新山口駅 → 地福駅間で「SLがんばろう山口・津和野号」、また恒例の「SLクリスマス号」「SL津和野稲成号」を同機牽引により同区間でそれぞれ12月21日、2014年1月1日 - 3日に運転した。2014年度は新山口駅 - 地福駅間の運転となり、3 - 5月は往路地福行きがC56 160牽引で「SLやまぐち号」として、復路新山口行きがDD51形ディーゼル機関車牽引で「DLやまぐち号」として運転。同年6月は運転がなく、翌月5日からは往路の牽引機としてC57 1が復帰した（7月13日にC57 1に不具合が生じたため7月19日から往復ともディーゼル機関車牽引となっていたが、8月15日から往路がC56 160牽引になった）。
2014年2月7日、運休区間となっている地福駅 - 津和野駅間の復旧めどが2014年秋ごろと発表、5月19日には同区間の復旧めどが2014年8月ごろと短縮されることが発表された。そして、7月16日に同区間について「2014年8月23日の始発より運転再開予定」と発表された。これに伴い、「SLやまぐち号」、特急「スーパーおき」とも所定の運転区間に戻り、22日限りで代行バスや路線バス「ノンストップつわの号」の運行も終了した。全線再開当日の「SLやまぐち号」はC57 1・C56 160の重連で運転された。

## 駅一覧
- 停車駅
  - 普通…すべての駅に停車
  - 特急…「おき (列車)」参照
  - 臨時列車SLやまぐち号…当該記事を参照
- 線路（全線単線） … ◇・∨・∧：列車交換可、｜：列車交換不可

| 駅名       | 営業キロ | 営業キロ | 接続路線                                        | 線路 | 所在地        | 所在地          |
| 駅名       | 駅間     | 累計     | 接続路線                                        | 線路 | 所在地        | 所在地          |
| ---------- | -------- | -------- | ----------------------------------------------- | ---- | ------------- | --------------- |
| 新山口駅   | -        | 0.0      | 西日本旅客鉄道： 山陽新幹線・■山陽本線・■宇部線 | ∨    | 山口県 山口市 | 山口県 山口市   |
| 周防下郷駅 | 1.0      | 1.0      |                                                 | ｜   | 山口県 山口市 | 山口県 山口市   |
| 上郷駅     | 1.7      | 2.7      |                                                 | ｜   | 山口県 山口市 | 山口県 山口市   |
| 仁保津駅   | 1.9      | 4.6      |                                                 | ｜   | 山口県 山口市 | 山口県 山口市   |
| 大歳駅     | 2.7      | 7.3      |                                                 | ◇    | 山口県 山口市 | 山口県 山口市   |
| 矢原駅     | 1.3      | 8.6      |                                                 | ｜   | 山口県 山口市 | 山口県 山口市   |
| 湯田温泉駅 | 1.7      | 10.3     |                                                 | ｜   | 山口県 山口市 | 山口県 山口市   |
| 山口駅     | 2.4      | 12.7     |                                                 | ◇    | 山口県 山口市 | 山口県 山口市   |
| 上山口駅   | 1.2      | 13.9     |                                                 | ｜   | 山口県 山口市 | 山口県 山口市   |
| 宮野駅     | 1.6      | 15.5     |                                                 | ◇    | 山口県 山口市 | 山口県 山口市   |
| 仁保駅     | 4.7      | 20.2     |                                                 | ◇    | 山口県 山口市 | 山口県 山口市   |
| 篠目駅     | 8.7      | 28.9     |                                                 | ◇    | 山口県 山口市 | 山口県 山口市   |
| 長門峡駅   | 3.4      | 32.3     |                                                 | ｜   | 山口県 山口市 | 山口県 山口市   |
| 渡川駅     | 3.2      | 35.5     |                                                 | ｜   | 山口県 山口市 | 山口県 山口市   |
| 三谷駅     | 3.1      | 38.6     |                                                 | ◇    | 山口県 山口市 | 山口県 山口市   |
| 名草駅     | 2.8      | 41.4     |                                                 | ｜   | 山口県 山口市 | 山口県 山口市   |
| 地福駅     | 2.5      | 43.9     |                                                 | ◇    | 山口県 山口市 | 山口県 山口市   |
| 鍋倉駅     | 2.5      | 46.4     |                                                 | ｜   | 山口県 山口市 | 山口県 山口市   |
| 徳佐駅     | 3.5      | 49.9     |                                                 | ◇    | 山口県 山口市 | 山口県 山口市   |
| 船平山駅   | 2.9      | 52.8     |                                                 | ｜   | 山口県 山口市 | 山口県 山口市   |
| 津和野駅   | 10.1     | 62.9     |                                                 | ◇    | 島根県        | 鹿足郡 津和野町 |
| 青野山駅   | 3.2      | 66.1     |                                                 | ｜   | 島根県        | 鹿足郡 津和野町 |
| 日原駅     | 6.7      | 72.8     |                                                 | ◇    | 島根県        | 鹿足郡 津和野町 |
| 青原駅     | 4.7      | 77.5     |                                                 | ｜   | 島根県        | 鹿足郡 津和野町 |
| 東青原駅   | 3.1      | 80.6     |                                                 | ｜   | 島根県        | 鹿足郡 津和野町 |
| 石見横田駅 | 4.1      | 84.7     |                                                 | ◇    | 島根県        | 益田市          |
| 本俣賀駅   | 4.9      | 89.6     |                                                 | ｜   | 島根県        | 益田市          |
| 益田駅     | 4.3      | 93.9     | 西日本旅客鉄道： ■山陰本線                      | ∧    | 島根県        | 益田市          |

新山口駅・山口駅・益田駅がJR西日本直営駅、湯田温泉駅がJR西日本中国交通サービスによる業務委託駅、徳佐駅・津和野駅・日原駅が簡易委託駅である以外は、無人駅である。

### 新駅構想
山口情報芸術センターや済生会山口総合病院などが集積し再開発が進む中園町へのアクセス向上や山口線全体の利用促進を目的に新駅を設置する構想がある。山口市三和町（湯田温泉駅 - 山口駅間）の椹野公園を候補地として検討を行ったが、想定利用者が約1200人（うち新規利用者約600人）に対して建設費（湯田温泉駅の交換設備復活などを含む）が約20億かかることが見込まれ、山口市の伊藤和貴市長及び市幹部は2024年6月18日の山口市議会で整備に慎重な姿勢を示し、新駅設置の検討を保留する旨を表明した。

## 利用状況

### 平均通過人員
各年度の平均通過人員（人/日）は以下のとおりである。
| 年度                   | 平均通過人員（人/日） | 平均通過人員（人/日） | 平均通過人員（人/日） | 平均通過人員（人/日） | 出典   |
| 年度                   | 全線                  | 新山口 - 宮野         | 宮野 - 津和野         | 津和野 - 益田         | 出典   |
| ---------------------- | --------------------- | --------------------- | --------------------- | --------------------- | ------ |
| 1987年度（昭和62年度） | 2,946                 | 非開示                | 非開示                | 非開示                | [ 68 ] |
| 2013年度（平成25年度） | 1,282                 | 5,556                 | 465                   | 393                   | [ 68 ] |
| 2014年度（平成26年度） | 1,355                 | 5,526                 | 596                   | 428                   | [ 69 ] |
| 2015年度（平成27年度） | 1,559                 | 6,318                 | 754                   | 411                   | [ 70 ] |
| 2016年度（平成28年度） | 1,571                 | 6,042                 | 760                   | 575                   | [ 71 ] |
| 2017年度（平成29年度） | 1,616                 | 6,210                 | 770                   | 612                   | [ 72 ] |
| 2018年度（平成30年度） | 1,591                 | 6,277                 | 716                   | 585                   | [ 73 ] |
| 2019年度（令和元年度） | 1,524                 | 6,091                 | 678                   | 535                   | [ 74 ] |
| 2020年度（令和02年度） | 1,045                 | 4,630                 | 353                   | 310                   | [ 75 ] |
| 2021年度（令和03年度） | 1,072                 | 4,635                 | 400                   | 317                   | [ 76 ] |
| 2022年度（令和04年度） | 1,232                 | 5,118                 | 495                   | 417                   | [ 77 ] |
| 2023年度（令和05年度） | 1,284                 | 5,194                 | 531                   | 479                   | [ 78 ] |

### 収支・営業系数
2019年度（令和元年度）の輸送密度が2,000人/日未満の線区（宮野駅 - 津和野駅間、津和野駅 - 益田駅間）における各3か年平均の収支（運輸収入、営業費用、営業損益）、営業係数、収支率は以下のとおりである。▲はマイナスを意味する。
| 年度                                       | 収支（億円） | 収支（億円） | 収支（億円） | 営業 係数 （円） | 収支率 | 出典   |
| 年度                                       | 運輸 収入    | 営業 費用    | 営業 損益    | 営業 係数 （円） | 収支率 | 出典   |
| ------------------------------------------ | ------------ | ------------ | ------------ | ---------------- | ------ | ------ |
| 2017 - 2019年度（平成29 - 令和元年度）平均 | 1.8          | 10.2         | ▲8.4         | 566              | 17.7%  | [ 54 ] |
| 2018 - 2020年度（平成30 - 令和2年度）平均  | 1.4          | 10.7         | ▲9.3         | 768              | 13.0%  | [ 54 ] |
| 2019 - 2021年度（令和元 - 3年度）平均      | 1.1          | 10.4         | ▲9.3         | 950              | 10.5%  | [ 79 ] |
| 2020 - 2022年度（令和2 - 4年度）平均       | 0.9          | 10.6         | ▲9.7         | 1,148            | 8.7%   | [ 80 ] |
| 2021 - 2023年度（令和3 - 5年度）平均       | 1.2          | 10.4         | ▲9.2         | 889              | 11.3%  | [ 81 ] |

| 年度                                       | 収支（億円） | 収支（億円） | 収支（億円） | 営業 係数 （円） | 収支率 | 出典   |
| 年度                                       | 運輸 収入    | 営業 費用    | 営業 損益    | 営業 係数 （円） | 収支率 | 出典   |
| ------------------------------------------ | ------------ | ------------ | ------------ | ---------------- | ------ | ------ |
| 2017 - 2019年度（平成29 - 令和元年度）平均 | 0.9          | 6.4          | ▲5.5         | 681              | 14.7%  | [ 54 ] |
| 2018 - 2020年度（平成30 - 令和2年度）平均  | 0.7          | 6.7          | ▲6.0         | 909              | 11.0%  | [ 54 ] |
| 2019 - 2021年度（令和元 - 3年度）平均      | 0.6          | 6.5          | ▲6.0         | 1,132            | 8.8%   | [ 79 ] |
| 2020 - 2022年度（令和2 - 4年度）平均       | 0.5          | 6.6          | ▲6.1         | 1,304            | 7.7%   | [ 80 ] |
| 2021 - 2023年度（令和3 - 5年度）平均       | 0.7          | 6.4          | ▲5.7         | 970              | 10.3%  | [ 81 ] |

### 地元との協議
2022年4月、JR西日本は「ローカル線に関する課題認識と情報開示について」において、本路線の宮野駅 - 益田駅間が「2019年度の輸送密度が2,000人/日未満の線区」として営業状況を公表した。これによると、2017年度から2019年度までの平均値で営業係数は、宮野 - 津和野間で566、津和野 - 益田間で681、赤字額はそれぞれ8.4億円、5.5億円を計上しており、2018年度から2020年度までの平均値ではそれぞれ宮野 - 津和野間で768、津和野 - 益田間で909、赤字額はそれぞれ9.3億円、6億円となっている。これに基づき、JR西日本広島支社の蔵原潮支社長は、同年15日の記者会見で「沿線自治体などと利用促進や路線の在り方に関する協議を速やかに進めたい」との考えを示している。なお、山口市によると、2023年2月の時点でJR西日本から路線の在り方を巡る協議の呼びかけはないが、2023年度予算で先述の新駅構想の検討を含む山口線の利用促進策に必要な経費を計上し、利用促進を図っていくとしている。

## その他

### ドキュメンタリー
- 新日本紀行「SLふるさとに帰る〜国鉄山口線〜」（1979年、NHK）[84]